# Махаринці (станція)
Махаринці — проміжна залізнична станція Південно-Західної залізниці, розташована поблизу села Махаринці Вінницької області.
Окрім мешканців Махаринець, частково нею користуються мешканці південної частини Сестринівки для поїздок в сторону Погребища і Козятина.
Станція знаходиться між станціями Козятин I (відстань 7 км) та станцією Зарудинці (відстань 24 км).
Залізничну станцію Махаринці було відкрито 18 (30) грудня 1890 року у складі лінії Козятин-Христинівка. Збереглася стара будівля вокзалу.
До станції курсують приміські поїзди з Козятина до Жашкова, Погребища, Христинівки.